# Фехтование на летних Олимпийских играх 1908
На Олимпийских играх 1908 года было проведено 4 соревнования по фехтованию. Соревнования проходили с 17 по 24 июля. Организаторы решили не включать в программу состязания на рапирах, зато провели командные состязания на саблях и шпагах. Также как и в 1904 году не были проведены соревнования для маэстро, только для любителей.

## Медалисты
| Event           | Золото | Серебро | Бронза |
| --------------- | --- | --- | --- |
| Шпага           | Гастон Алибер Франция                                                                                             | Александр Липпманн Франция                                                                                     | Эжен Оливье Франция                                                                                                 |
| Командная шпага | Франция (FRA) Гастон Алибер Анри-Жорж Берже Шарль Колиньон Эжен Оливье Александр Липпманн Бернар Гравье Жан Стерн | Великобритания (GBR) Эдгар Амфлетт Чарльз Лиф Дэниелл Сесил Хейг Мартин Хольт Роберт Монтгомери Эдгар Селигман | Бельгия (BEL) Поль Анспах Дезире Борен Фернан Босман Фердинан Фейерик Фернан де Монтиньи Франсуа Ром Виктор Виллем  |
| Сабля           | Енё Фукс Венгрия                                                                                                  | Бела Зулавски Венгрия                                                                                          | Вилем Гоппольд фон Лобсдорф Богемия                                                                                 |
| Командная сабля | Венгрия (HUN) Енё Фукс Оскар Герде Петер Тот Лайош Веркнер Дежё Фёльдеш                                           | Италия (ITA) Марчелло Бертинетти Риккардо Новак Абелардо Оливьер Алессандро Пирцио Бироли Санте Чеккерини      | Богемия (BOH) Властимил Лада-Сазавский Вилем Гоппольд фон Лобсдорф Бедржих Схейбал Ярослав Шоурек-Тучек Отакар Лада |

## Страны
В сорвениваниях участвовали 131 спортсмен из 14 стран.
- Австрия (1)
- Бельгия (18)
- Богемия (7)
- Канада (1)
- Дания (8)
- Франция (22)
- Германия (10)
- Великобритания (23)
- Венгрия (8)
- Италия (11)
- Нидерланды (13)
- Норвегия (1)
- Южная Африка (1)
- Швеция (7)

## Медальный зачет
| Место | Страна               | Золото | Серебро | Бронза | Всего |
| ----- | -------------------- | ------ | ------- | ------ | ----- |
| 1     | Франция (FRA)        | 2      | 1       | 1      | 4     |
| 2     | Венгрия (HUN)        | 2      | 1       | 0      | 3     |
| 3     | Великобритания (GBR) | 0      | 1       | 0      | 1     |
| 3     | Италия (ITA)         | 0      | 1       | 0      | 1     |
| 5     | Богемия (BOH)        | 0      | 0       | 2      | 2     |
| 6     | Бельгия (BEL)        | 0      | 0       | 1      | 1     |